# Steve Alten
Pour les articles homonymes, voir Alten.
Œuvres principales
- Série Megalodon
- Série La Prophétie maya

Steve Alten, né le 21 août 1959 à Philadelphie en Pennsylvanie, est un écrivain américain de science-fiction.
Il est surtout connu pour sa série Meg, une série de romans autour de la survie fictive du Megalodon, un requin préhistorique géant.

## Études
- Baccalauréat de l'université d'État de Pennsylvanie
- Maîtrise en médecine sportive de l'université du Delaware
- Doctorat en éducation de l'université Temple

Alten est aussi le fondateur et directeur du programme « Adoptez un auteur », un programme de l'école secondaire nationale de lecture avec plus de 9000 enseignants inscrits. 

## Œuvres

### SérieMegalodon/Meg
1. Megalodon, Rocher, 1997 ((en) Meg, 1997), trad. Laure Joanin  (ISBN 2-268-02592-6)Réédition sous le titre En eaux troubles, Pygmalion, 2018, trad. Thibaud Eliroff (ISBN 978-2-7564-2361-6)
2. La Terreur des abysses, Rocher, 2000 ((en) The Trench, 1999), trad. Marie-Claude Elsen  (ISBN 2-268-03453-4)Réédition sous le titre La Fosse, Pygmalion, 2019, trad. Thibaud Eliroff (ISBN 978-2-7564-2373-9)
3. Eaux ancestrales, Pygmalion, 2021 ((en) Primal Waters, 2004)  (ISBN 978-2-7564-2364-7)À paraître
4. (en) Hell's Aquarium, 2009
5. (en) Nightstalkers, 2016
6. (en) Generations, 2018

### SérieLa Prophétie maya
1. Le Serpent de l'apocalypse, Rocher, 2001 ((en) Domain, 2001), trad. Marie-Claude Elsen  (ISBN 2-268-03897-1)Réédité sous le titre Le Domaine, Michel Lafon, 2012 (ISBN 978-2-74991-576-0)
2. Résurrection, Michel Lafon, 2012 ((en) Resurrection, 2004), trad. Catherine Makarius  (ISBN 978-2-7499-1648-4)
3. (en) Phobos: Mayan Fear, 2011

### SérieLoch
1. (en) The Loch, 2005
2. (en) Vostok, 2015

### Romans indépendants
- Goliath, Rocher, 2002 ((en) Goliath, 2002), trad. Marie-Claude Elsen  (ISBN 2-268-04448-3)
- La Conspiration de l'or noir, City, 2008 ((en) The Shell Game, 2008), trad. Evelyne Châtelain  (ISBN 978-2-35288-186-5)
- (en) Grim Reaper: End of Days, 2010
- (en) The Omega Project, 2013
- (en) Sharkman, 2014

## Adaptations cinématographiques
- En eaux troubles (The Meg), film américain réalisé par Jon Turteltaub et sorti en 2018, est une adaptation du roman Megalodon.
- En eaux (très) troubles (The Meg 2: The Trench), film américain réalisé par Ben Wheatley et prévu en 2023, est une adaptation du roman La Terreur des abysses et fait suite au film En eaux troubles.